# (70995) Mikemorton
(70995) Mikemorton est un astéroïde de la ceinture principale.

## Description
(70995) Mikemorton est un astéroïde de la ceinture principale. Il fut découvert le 6 décembre 1999 à Needville par l'observatoire de Needville. Il présente une orbite caractérisée par un demi-grand axe de 2,73 UA, une excentricité de 0,01 et une inclinaison de 6,3° par rapport à l'écliptique.

## Compléments